# François Louis Busseuil
François Louis Busseuil (Nantes, 12 décembre 1791-Gorée, 14 juin 1835) est un médecin français.

## Biographie
Chirurgien de la marine puis docteur en médecine, il participe en 1824 au voyage autour du monde de Hyacinthe de Bougainville sur la Thétis dont il est chargé des observations d'histoire naturelle, des relevés météorologiques et de médecine.
Rédacteur de la partie Zoologie de la relation de voyage de Bougainville, il récolte en Australie un ornithorynque et en Nouvelle-Zélande une tête de chef maori momifiée. Conservée au Muséum d'histoire naturelle de Nantes, cette tête a été rendue à la Nouvelle-Zélande en 2013.
Busseuil sert ensuite sur la frégate Terpsichore comme chirurgien au Brésil, dans l'océan Indien et à Madagascar (1828-1831) avant de devenir chef du service de santé à Gorée (1834) où il meurt un an plus tard.

## Travaux
- Considérations particulières sur les Fièvres bilieuses, thèse, 1815

## Récompense
- Chevalier de la Légion d'honneur, 23 mai 1830[2].